# H2O – Plötzlich Meerjungfrau/Episodenliste

Logo zur Serie

Diese Episodenliste enthält alle Episoden der australischen Jugendserie H2O – Plötzlich Meerjungfrau, sortiert nach der australischen bzw. britischen Erstausstrahlung. Zwischen 2006 und 2009 entstanden in drei Staffeln 78 Episoden mit einer Länge von jeweils etwa 23 Minuten.

## Übersicht
| Staffel | Episodenanzahl | Erstausstrahlung Australien/Großbritannien | Erstausstrahlung Australien/Großbritannien | Deutschsprachige Erstausstrahlung | Deutschsprachige Erstausstrahlung |
| Staffel | Episodenanzahl | Staffelpremiere                            | Staffelfinale                              | Staffelpremiere                   | Staffelfinale                     |
| ------- | -------------- | ------------------------------------------ | ------------------------------------------ | --------------------------------- | --------------------------------- |
| 1       | 26             | 7. Juli 2006                               | 29. Dezember 2006                          | 30. Juli 2007                     | 15. August 2007                   |
| 2       | 26             | 28. September 2007                         | 21. März 2008                              | 24. April 2008                    | 12. Mai 2008                      |
| 3       | 26             | 26. Oktober 2009                           | 16. April 2010                             | 16. Mai 2010                      | 10. Juni 2010                     |

## Staffel 1
Die Erstausstrahlung der ersten Staffel war vom 7. Juli bis zum 29. Dezember 2006 auf dem australischen Sender Network Ten zu sehen. Die deutschsprachige Erstausstrahlung sendete der deutsche Free-TV-Sender KiKA vom 30. Juli bis zum 15. August 2007.
| Nr. (ges.) | Nr. (St.) | Deutscher Titel                   | Originaltitel         | Erstausstrahlung Australien | Deutschsprachige Erstausstrahlung (D) | Regie          | Drehbuch             |
| ---------- | --------- | --------------------------------- | --------------------- | --------------------------- | ------------------------------------- | -------------- | -------------------- |
| 1          | 1         | Eine folgenschwere Bootstour      | Metamorphosis         | 7. Juli 2006                | 30. Juli 2007                         | Colin Budds    | Philip Dalkin        |
| 2          | 2         | Die Poolparty                     | Pool Party            | 14. Juli 2006               | 30. Juli 2007                         | Colin Budds    | Deb Cox              |
| 3          | 3         | Im Netz                           | Catch of the Day      | 21. Juli 2006               | 31. Juli 2007                         | Colin Budds    | Simon Butters        |
| 4          | 4         | Übernachtung bei Emma             | Party Girls           | 28. Juli 2006               | 31. Juli 2007                         | Colin Budds    | Anthony Morris       |
| 5          | 5         | Miss Meereskönigin                | Something Fishy       | 4. Aug. 2006                | 1. Aug. 2007                          | Colin Budds    | Jo Watson            |
| 6          | 6         | Elliots geliebte Retterin         | Young Love            | 11. Aug. 2006               | 1. Aug. 2007                          | Colin Budds    | Sam Carroll          |
| 7          | 7         | Emma und der Vollmond             | Moon Spell            | 18. Aug. 2006               | 2. Aug. 2007                          | Colin Budds    | Max Dann             |
| 8          | 8         | Dr. Baywatch                      | The Denman Affair     | 25. Aug. 2006               | 2. Aug. 2007                          | Colin Budds    | Chris Annastassiades |
| 9          | 9         | Rikki macht fette Beute           | Dangerous Waters      | 1. Sep. 2006                | 3. Aug. 2007                          | Colin Budds    | Anthony Morris       |
| 10         | 10        | Der Filmpreis                     | The Camera Never Lies | 8. Sep. 2006                | 3. Aug. 2007                          | Colin Budds    | Deb Cox              |
| 11         | 11        | Duell im Wasser                   | Sink or Swim          | 15. Sep. 2006               | 6. Aug. 2007                          | Colin Budds    | Max Dann             |
| 12         | 12        | Gesang der Sirene                 | The Siren Effect      | 22. Sep. 2006               | 6. Aug. 2007                          | Colin Budds    | Susan MacGillicuddy  |
| 13         | 13        | Zanes Untergang                   | Shipwrecked           | 28. Sep. 2006               | 7. Aug. 2007                          | Colin Budds    | Philip Dalkin        |
| 14         | 14        | Kindergeburtstag und Seeungeheuer | Surprise!             | 6. Okt. 2006                | 7. Aug. 2007                          | Jeffrey Walker | Chris Anastassiades  |
| 15         | 15        | Miriam eiskalt                    | The Big Chill         | 13. Okt. 2006               | 8. Aug. 2007                          | Jeffrey Walker | John Armstrong       |
| 16         | 16        | Cleos geheimer Freund             | Lovesick              | 20. Okt. 2006               | 8. Aug. 2007                          | Jeffrey Walker | Caroline O’Meara     |
| 17         | 17        | Das Virus                         | Under the Weather     | 27. Okt. 2006               | 9. Aug. 2007                          | Jeffrey Walker | Max Dann             |
| 18         | 18        | Rikkis Vollmondnacht              | Bad Moon Rising       | 3. Nov. 2006                | 9. Aug. 2007                          | Jeffrey Walker | Sam Carroll          |
| 19         | 19        | Nerviger Besuch                   | Hurricane Angela      | 10. Nov. 2006               | 10. Aug. 2007                         | Jeffrey Walker | Anthony Morris       |
| 20         | 20        | Der perfekte Köder                | Hook, Line and Sinker | 17. Nov. 2006               | 10. Aug. 2007                         | Jeffrey Walker | Max Dann             |
| 21         | 21        | Zane auf heißer Spur              | Red Herring           | 24. Nov. 2006               | 13. Aug. 2007                         | Jeffrey Walker | Chris Anastassiades  |
| 22         | 22        | Rikkis Geheimnis                  | Fish Out of Water     | 1. Dez. 2006                | 13. Aug. 2007                         | Jeffrey Walker | Max Dann             |
| 23         | 23        | Der Anhänger                      | In Too Deep           | 8. Dez. 2006                | 14. Aug. 2007                         | Jeffrey Walker | Simon Butters        |
| 24         | 24        | Lewis’ Spezialdeo                 | Love Potion #9        | 15. Dez. 2006               | 14. Aug. 2007                         | Jeffrey Walker | Anthony Morris       |
| 25         | 25        | Dicht auf der Spur                | Dr Danger             | 22. Dez. 2006               | 15. Aug. 2007                         | Jeffrey Walker | Sam Carroll          |
| 26         | 26        | In der Falle                      | A Twist in the Tail   | 29. Dez. 2006               | 15. Aug. 2007                         | Jeffrey Walker | Philip Dalkin        |

## Staffel 2
Die Erstausstrahlung der zweiten Staffel war vom 28. September 2007 bis zum 21. März 2008 auf dem australischen Sender Network Ten zu sehen. Die deutschsprachige Erstausstrahlung sendete der deutsche Free-TV-Sender KiKA vom 24. April bis zum 12. Mai 2008.
| Nr. (ges.) | Nr. (St.) | Deutscher Titel              | Originaltitel                    | Erstausstrahlung Australien | Deutschsprachige Erstausstrahlung (D) | Regie          | Drehbuch            |
| ---------- | --------- | ---------------------------- | -------------------------------- | --------------------------- | ------------------------------------- | -------------- | ------------------- |
| 27         | 1         | Stürmische Zeiten            | Stormy Weather                   | 28. Sep. 2007               | 24. Apr. 2008                         | Jeffrey Walker | Philip Dalkin       |
| 28         | 2         | Superkräfte                  | Control                          | 5. Okt. 2007                | 24. Apr. 2008                         | Jeffrey Walker | Max Dann            |
| 29         | 3         | Alte Liebe rostet nicht      | The One That Got Away            | 12. Okt. 2007               | 25. Apr. 2008                         | Jeffrey Walker | Anthony Morris      |
| 30         | 4         | Feuer und Eis                | Fire and Ice                     | 19. Okt. 2007               | 25. Apr. 2008                         | Jeffrey Walker | Chris Anastassiades |
| 31         | 5         | Wünsch dir was!              | Hocus Pocus                      | 26. Okt. 2007               | 28. Apr. 2008                         | Jeffrey Walker | Kirsty Fisher       |
| 32         | 6         | Verflixtes Fischmenü         | Pressure Cooker                  | 2. Nov. 2007                | 28. Apr. 2008                         | Jeffrey Walker | Simon Butters       |
| 33         | 7         | Lewis unter Verdacht         | In Hot Water                     | 9. Nov. 2007                | 29. Apr. 2008                         | Jeffrey Walker | Joss King           |
| 34         | 8         | Falsche Adresse              | Wrong Side of the Tracks         | 16. Nov. 2007               | 29. Apr. 2008                         | Jeffrey Walker | Sam Carroll         |
| 35         | 9         | Hochmut kommt vor dem Fall   | Riding for a Fall                | 23. Nov. 2007               | 30. Apr. 2008                         | Jeffrey Walker | Susan MacGillicuddy |
| 36         | 10        | Nachhilfestunden             | Missed the Boat                  | 30. Nov. 2007               | 30. Apr. 2008                         | Jeffrey Walker | Max Dann            |
| 37         | 11        | Schatzsuche                  | In Over Our Heads                | 7. Dez. 2007                | 1. Mai 2008                           | Jeffrey Walker | Anthony Morris      |
| 38         | 12        | Fischfieber                  | Fish Fever                       | 14. Dez. 2007               | 1. Mai 2008                           | Jeffrey Walker | Philip Dalkin       |
| 39         | 13        | Der Campingausflug           | Moonwalker                       | 21. Dez. 2007               | 2. Mai 2008                           | Jeffrey Walker | Chris Roache        |
| 40         | 14        | Der neue Chef                | Get Off My Tail                  | 28. Dez. 2007               | 2. Mai 2008                           | Colin Budds    | Sam Carroll         |
| 41         | 15        | Nate unwiderstehlich         | Irresistible                     | 4. Jan. 2008                | 5. Mai 2008                           | Colin Budds    | Chris Anastassiades |
| 42         | 16        | Teure Verabredung            | Double Trouble                   | 11. Jan. 2008               | 5. Mai 2008                           | Colin Budds    | Simon Butters       |
| 43         | 17        | Romantisches Dinner          | Moonstruck                       | 18. Jan. 2008               | 6. Mai 2008                           | Colin Budds    | Philip Dalkin       |
| 44         | 18        | Jungs!                       | The Heat is On                   | 25. Jan. 2008               | 6. Mai 2008                           | Colin Budds    | Philip Dalkin       |
| 45         | 19        | Alles wie damals             | The Gracie Code (1)              | 1. Feb. 2008                | 7. Mai 2008                           | Colin Budds    | Max Dann            |
| 46         | 20        | Schwarzweiß und brisant      | The Gracie Code (2)              | 8. Feb. 2008                | 7. Mai 2008                           | Colin Budds    | Anthony Morris      |
| 47         | 21        | Charlottes Verwandlung       | And Then There Were Four         | 15. Feb. 2008               | 8. Mai 2008                           | Colin Budds    | Susan MacGillicuddy |
| 48         | 22        | Die Super-Meerjungfrau       | Bubble, Bubble, Toil and Trouble | 22. Feb. 2008               | 8. Mai 2008                           | Colin Budds    | Sam Carroll         |
| 49         | 23        | Außer Kontrolle              | Reckless                         | 29. Feb. 2008               | 9. Mai 2008                           | Colin Budds    | Max Dann            |
| 50         | 24        | Überraschungsparty für Lewis | Three’s Company                  | 7. März 2008                | 9. Mai 2008                           | Colin Budds    | Sam Carroll         |
| 51         | 25        | Teuflische Charlotte         | Sea Change                       | 14. März 2008               | 12. Mai 2008                          | Colin Budds    | Robert Armin        |
| 52         | 26        | Die Entscheidung             | Unfathomable                     | 21. März 2008               | 12. Mai 2008                          | Colin Budds    | Chris Roache        |

## Staffel 3
Die Erstausstrahlung der dritten Staffel war vom 26. Oktober 2009 bis zum 16. April 2010 auf dem britischen Nickelodeon-Ableger zu sehen. Die deutschsprachige Erstausstrahlung der ersten vier Episoden sendete der deutsche Free-TV-Sender ZDF am 16. und 23. Mai 2010. Die restlichen 22 Episoden wurden vom 25. Mai bis zum 10. Juni 2010 beim Sender KiKA erstausgestrahlt.
| Nr. (ges.) | Nr. (St.) | Deutscher Titel                  | Originaltitel             | Erstausstrahlung UK | Deutschsprachige Erstausstrahlung (D) | Regie          | Drehbuch         |
| ---------- | --------- | -------------------------------- | ------------------------- | ------------------- | ------------------------------------- | -------------- | ---------------- |
| 53         | 1         | Neue Zeiten – neue Freunde       | The Awakening             | 26. Okt. 2009       | 16. Mai 2010                          | Jeffrey Walker | Joss King        |
| 54         | 2         | Will will es wissen              | Jungle Hunt               | 27. Okt. 2009       | 16. Mai 2010                          | Jeffrey Walker | Anthony Morris   |
| 55         | 3         | Traumjob oder Albtraum?          | Keep Your Enemies Close   | 28. Okt. 2009       | 23. Mai 2010                          | Jeffrey Walker | Sam Carroll      |
| 56         | 4         | Valentinstag                     | Valentine’s Day           | 29. Okt. 2009       | 23. Mai 2010                          | Jeffrey Walker | Simon Butters    |
| 57         | 5         | Zane fährt falsch                | Big Ideas                 | 30. Okt. 2009       | 25. Mai 2010                          | Jeffrey Walker | Philip Dalkin    |
| 58         | 6         | Bella irrt                       | Secrets & Lies            | 2. Nov. 2009        | 25. Mai 2010                          | Jeffrey Walker | Simon Butters    |
| 59         | 7         | Sonne, Sand und mehr             | Happy Families            | 3. Nov. 2009        | 26. Mai 2010                          | Jeffrey Walker | Max Dann         |
| 60         | 8         | Die Grotte lebt                  | Kidnapped                 | 4. Nov. 2009        | 26. Mai 2010                          | Jeffrey Walker | Chris Roache     |
| 61         | 9         | Hector auf Abwegen               | The Sorcerer’s Apprentice | 5. Nov. 2009        | 27. Mai 2010                          | Jeffrey Walker | Philip Dalkin    |
| 62         | 10        | Unfreiwillige Enthüllung         | Revealed                  | 6. Nov. 2009        | 27. Mai 2010                          | Jeffrey Walker | Sam Carroll      |
| 63         | 11        | Rikko, der Clown                 | Just A Girl At Heart      | 18. Jan. 2010       | 31. Mai 2010                          | Jeffrey Walker | Anthony Morris   |
| 64         | 12        | Blüten an Bord                   | Crime And Punishment      | 19. Jan. 2010       | 31. Mai 2010                          | Jeffrey Walker | Max Dann         |
| 65         | 13        | Schlechtes Timing                | To Have & To Hold Back    | 21. Jan. 2010       | 1. Juni 2010                          | Jeffrey Walker | Simon Butters    |
| 66         | 14        | Ein Unterwasserengel             | Mermaid Magic             | 22. Feb. 2010       | 1. Juni 2010                          | Colin Budds    | Anthony Morris   |
| 67         | 15        | Gesang für Delfine               | Power Play                | 23. Feb. 2010       | 2. Juni 2010                          | Colin Budds    | Anthony Morris   |
| 68         | 16        | Rikkis Alleingang                | The Dark Side             | 24. Feb. 2010       | 2. Juni 2010                          | Colin Budds    | Sam Carroll      |
| 69         | 17        | Mondgestein                      | A Magnetic Attraction     | 25. Feb. 2010       | 3. Juni 2010                          | Colin Budds    | Sam Carroll      |
| 70         | 18        | Ryan lässt nicht locker          | Into The Light            | 12. Apr. 2010       | 3. Juni 2010                          | Colin Budds    | Sam Carroll      |
| 71         | 19        | Der Tauchwettbewerb              | Breakaway                 | 13. Apr. 2010       | 7. Juni 2010                          | Colin Budds    | Anthony Morris   |
| 72         | 20        | Mysteriöse Niesanfälle           | Queen For A Day           | 13. Apr. 2010       | 7. Juni 2010                          | Colin Budds    | Samantha Strauss |
| 73         | 21        | Blauer Kristall und Stromausfall | The Jewel Thief           | 14. Apr. 2010       | 8. Juni 2010                          | Colin Budds    | Simon Butters    |
| 74         | 22        | Prüfungsstress                   | Mako Masters              | 14. Apr. 2010       | 8. Juni 2010                          | Colin Budds    | Philip Dalkin    |
| 75         | 23        | Die Strandparty                  | Beach Party               | 15. Apr. 2010       | 9. Juni 2010                          | Colin Budds    | Anthony Morris   |
| 76         | 24        | Käpt’n Don                       | Too Close for Comfort     | 15. Apr. 2010       | 9. Juni 2010                          | Colin Budds    | Max Dann         |
| 77         | 25        | Jagd nach den Kristallen         | A Date With Destiny       | 16. Apr. 2010       | 10. Juni 2010                         | Colin Budds    | Chris Roache     |
| 78         | 26        | Komet im Anflug                  | Graduation                | 16. Apr. 2010       | 10. Juni 2010                         | Colin Budds    | Joss King        |